# Maya Rudolph
Maya Khabira Rudolph (n. 27 iulie 1972) este o actriță și cântăreață americană. Ea a devenit cunoscută pentru rolurile sale din emisiunea Saturday Night Live, în care a făcut parte din distribuția permanentă între 2000 și 2007, fiind nominalizată și la un premiu Emmy în 2012. A jucat în filme precum Idiocracy (2006), Away We Go (2009), Grown Ups (2010), Bridesmaids (2011), Friends with Kids (2011), Grown Ups 2 (2013) și Sisters (2015).

## Viața timpurie
Rudolf s-a născut în Gainesville, Florida. Ea este fiica cântăreței de muzică soul Minnie Riperton și a compozitorului Richard Rudolph. Tatăl ei este un evreu așkenaz, și mama ei a fost afro-americană. Stră-străbunicul ei, care s-a născut în Vilnius, Lituania, și-a schimbat numele de familie din „Rudashevsky” la „Rudolph”, și a fost unul dintre membrii fondatori ai Congregației Beth Shalom.

## Legături externe
- Maya Rudolph pe Twitter
- Maya Rudolph la Internet Movie Database